# Tournoi pré-olympique de l'UEFA 1983-1984, groupe 2
Navigation
Groupe 1 Groupe 3
Cet article donne les résultats des matches du groupe 2 du tournoi pré-olympique de l'UEFA 1983-1984.

## Classement
| Rang | Équipe             | Pts | J | G | N | P | Bp | Bc | Diff |  | Résultats (▼ dom., ► ext.) |     |     |     |     |     |
| ---- | ------------------ | --- | - | - | - | - | -- | -- | ---- |  | -------------------------- | --- | --- | --- | --- | --- |
| 1    | Allemagne de l'Est | 13  | 8 | 6 | 1 | 1 | 14 | 5  | +9   |  | Allemagne de l'Est         |     | 3-1 | 1-0 | 4-0 | 1-0 |
| 2    | Pologne            | 13  | 8 | 6 | 1 | 1 | 13 | 6  | +7   |  | Pologne                    | 2-1 |     | 1-0 | 0-0 | 3-2 |
| 3    | Norvège            | 6   | 8 | 1 | 4 | 3 | 9  | 10 | -1   |  | Norvège                    | 1-1 | 0-1 |     | 1-1 | 4-2 |
| 4    | Danemark           | 6   | 8 | 1 | 4 | 3 | 7  | 10 | -3   |  | Danemark                   | 1-2 | 0-1 | 2-2 |     | 3-0 |
| 5    | Finlande           | 2   | 8 | 0 | 2 | 6 | 5  | 17 | -12  |  | Finlande                   | 0-1 | 0-4 | 1-1 | 0-0 |     |

## Détail des rencontres
| 4 mai 1983 | Danemark         | 1 - 2 | Allemagne de l'Est        | Idrætspark Aarhus, Danemark                |                                            |
| | Donnerup (en) 3e | (1 - 1) | Backs (en) 10e · Pilz 49e | Spectateurs : 6 100 Arbitrage : David Syme | Spectateurs : 6 100 Arbitrage : David Syme |
| | Rapport          | |                           | Spectateurs : 6 100 Arbitrage : David Syme | Spectateurs : 6 100 Arbitrage : David Syme |
| A. Nielsen (en) - Christensen , Sivebæk, Rahbek, Clausen - Chrøis (en), Larsen (en), V.M. Nielsen ( 63e Manniche), Hansen, Donnerup (en) - Lundkvist (da) | Équipes          | Müller - Trieloff, Kreer ( 89e Winter (de)), Stahmann (en), Schößler (en) - Pilz, Trautmann, Backs (en) - Richter (en) ( 68e Gramenz (de)), Minge (en), Busse |                           | Spectateurs : 6 100 Arbitrage : David Syme | Spectateurs : 6 100 Arbitrage : David Syme |

| 4 mai 1983 | Finlande | 0 - 4 | Pologne                                                 | Helsingin Olympiastadion Helsinki, Finlande      |                                                  |
| |          | (0 - 1) | Miłoszewicz (en) 16e · Baran 55e · Biernat (en) 85e 87e | Spectateurs : 3 130 Arbitrage : Erik Fredriksson | Spectateurs : 3 130 Arbitrage : Erik Fredriksson |
| | Rapport  | |                                                         | Spectateurs : 3 130 Arbitrage : Erik Fredriksson | Spectateurs : 3 130 Arbitrage : Erik Fredriksson |
| Korhonen (fi) - Remes (nl), Kymäläinen (en), Granskog (fi), Petäjä - Rasimus (en), Rantanen, Annunen (en) ( 65e Talvio (fi)), Ukkonen - Hjelm, Parikka (fi) ( 46e Lipponen) | Équipes  | Kazimierski - Kubicki, Walczak (pl), Król (en), Wdowczyk - Pękala (pl) ( 46e Biernat (en)), Miłoszewicz (en), Kensy (pl), Chojnacki (en) - Baran ( 80e Wijas (pl)), Zgutczyński |                                                         | Spectateurs : 3 130 Arbitrage : Erik Fredriksson | Spectateurs : 3 130 Arbitrage : Erik Fredriksson |

| 18 mai 1983 | Finlande | 0 - 1 | Allemagne de l'Est | Stade Municipal de Kokkola (fi) Kokkola, Finlande |                                              |
| |          | (0 - 1) | Kreer 12e          | Spectateurs : 4 500 Arbitrage : Ulf Eriksson      | Spectateurs : 4 500 Arbitrage : Ulf Eriksson |
| | Rapport  | |                    | Spectateurs : 4 500 Arbitrage : Ulf Eriksson      | Spectateurs : 4 500 Arbitrage : Ulf Eriksson |
| Lindholm ( 46e Korhonen (fi) ) - Kymäläinen (en) ( 51e Rantanen), Lyytikkä (fi), Granskog (fi), Petäjä - Rasimus (en), Remes (nl), Ukkonen - Lipponen, Parikka (fi), Hjelm | Équipes  | Müller - Stahmann (en), Kreer, Zötzsche, Dennstedt (de) - Pilz, Trautmann, Backs (en), Wunderlich (de) - Minge (en), Richter (en) ( 61e Gramenz (de)) |                    | Spectateurs : 4 500 Arbitrage : Ulf Eriksson      | Spectateurs : 4 500 Arbitrage : Ulf Eriksson |

| 19 mai 1983 | Danemark | 2 - 2 | Norvège | Idrætspark Aarhus, Danemark                          |                                                      |
| |          | (1 - 0) |         | Spectateurs : 2 500 Arbitrage : Roger Schoeters (hu) | Spectateurs : 2 500 Arbitrage : Roger Schoeters (hu) |
| | Rapport  | |         | Spectateurs : 2 500 Arbitrage : Roger Schoeters (hu) | Spectateurs : 2 500 Arbitrage : Roger Schoeters (hu) |
| Høgh - Sivebæk, Rahbek, L. Hansen , Clausen - Chrøis (en) , Larsen (en), Schäfer, Donnerup (en) ( 62e Nielsen) - Manniche, Lundkvist (da) ( 50e A. Hansen) | Équipes  | Thorstvedt - Iversen (it) ( 73e Ødegaard (no)), Herlovsen (en), Kojedal , Brevik (it) - Solér (en), Kortgaard (it) ( 57e Johansen (it)), Fjælberg (en) - Kollshaugen (en), Berg, Hansen (it) |         | Spectateurs : 2 500 Arbitrage : Roger Schoeters (hu) | Spectateurs : 2 500 Arbitrage : Roger Schoeters (hu) |

| 25 mai 1983 | Pologne                                          | 3 - 2 | Finlande      | Stadion Hetman Białystok, Pologne                 |                                                   |
| | Miłoszewicz (en) 16e 65e · Kensy (pl) 28e (pen.) | (2 - 1) | Hjelm 37e 53e | Spectateurs : 35 000 Arbitrage : Jan Redelfs (de) | Spectateurs : 35 000 Arbitrage : Jan Redelfs (de) |
| | Rapport                                          | |               | Spectateurs : 35 000 Arbitrage : Jan Redelfs (de) | Spectateurs : 35 000 Arbitrage : Jan Redelfs (de) |
| Kazimierski - Wijas (pl), Walczak (pl), Gawara (en), Wdowczyk, Biernat (en) ( 46e Bąk), Chojnacki (en) - Kensy (pl), Miłoszewicz (en) - Baran ( 80e Pękala (pl)), Zgutczyński | Équipes                                          | Korhonen (fi) - Kymäläinen (en), Lyytikkä (fi), Granskog (fi), Petäjä, Remes (nl) - Rasimus (en), Ukkonen - Rantanen ( 75e Mars (fi)), Parikka (fi) ( 17e Annunen (en)), Hjelm |               | Spectateurs : 35 000 Arbitrage : Jan Redelfs (de) | Spectateurs : 35 000 Arbitrage : Jan Redelfs (de) |

| 15 juin 1983 | Finlande         | 1 - 1 | Norvège             | Kuopion Keskuskenttä Kuopio, Finlande              |                                                    |
| | Annunen (en) 40e | (1 - 1) | Kollshaugen (en) 8e | Spectateurs : 2 153 Arbitrage : Anatoliy Milchenko | Spectateurs : 2 153 Arbitrage : Anatoliy Milchenko |
| | Rapport          | |                     | Spectateurs : 2 153 Arbitrage : Anatoliy Milchenko | Spectateurs : 2 153 Arbitrage : Anatoliy Milchenko |
| Korhonen (fi) - Remes (nl), Kymäläinen (en), Granskog (fi), Petäjä, Rasimus (en), Kokko (fi), Annunen (en), Ukkonen ( 77e K. Lipponen (fi)) - M. Lipponen, Hjelm ( 77e Rantanen) | Équipes          | Nygård (no) - Fjælberg (en), Kojedal , Henriksen (en), Herlovsen (en), Brevik (it) - Solér (en), Tomteberget (en) ( 77e Sundby (en)), Johansen (it) ( 46e Berg) - Kollshaugen (en), Hansen (it) |                     | Spectateurs : 2 153 Arbitrage : Anatoliy Milchenko | Spectateurs : 2 153 Arbitrage : Anatoliy Milchenko |

| 22 juin 1983 | Danemark                         | 3 - 0 | Finlande | Idrætspark Aarhus, Danemark                  |                                              |
| | Spangsborg 38e · Laudrup 76e 89e | (1 - 0) |          | Spectateurs : 2 150 Arbitrage : Joël Quiniou | Spectateurs : 2 150 Arbitrage : Joël Quiniou |
| | Rapport                          | |          | Spectateurs : 2 150 Arbitrage : Joël Quiniou | Spectateurs : 2 150 Arbitrage : Joël Quiniou |
| Høgh - Østergaard, Hansen , Larsen (en), Rahbek, Sivebæk - Donnerup (en), Spangsborg ( 69e Helt), Laudrup - Nielsen, Manniche ( 87e Christensen) | Équipes                          | Lindholm - Lyytikkä (fi) ( 46e Kokko (fi)), Kymäläinen (en), Granskog (fi), Petäjä - Rasimus (en), Remes (nl), Ukkonen, Annunen (en) ( 79e K. Lipponen (fi)) - M. Lipponen, Rantanen |          | Spectateurs : 2 150 Arbitrage : Joël Quiniou | Spectateurs : 2 150 Arbitrage : Joël Quiniou |

| 30 juin 1983 | Norvège | 0 - 1 | Pologne         | Ullevaal Stadion Oslo, Norvège                      |                                                     |
| |         | (0 - 0) | Zgutczyński 73e | Spectateurs : 10 305 Arbitrage : Egbert Mulder (nl) | Spectateurs : 10 305 Arbitrage : Egbert Mulder (nl) |
| | Rapport | |                 | Spectateurs : 10 305 Arbitrage : Egbert Mulder (nl) | Spectateurs : 10 305 Arbitrage : Egbert Mulder (nl) |
| Nygård (no) - Fjælberg (en), Henriksen (en), Kojedal , Brevik (it) - Kortgaard (it) ( 85e Bergsvand (it)), Solér (en), Sundby (en) ( 69e Sandberg (it)), Berg - Kollshaugen (en), Hansen (it) | Équipes | Kazimierski - Kubicki, Sokołowski (en), Gawara (en), Wdowczyk ( 80e Król (en)) - Pękala (pl), Chojnacki (en), Kensy (pl), Miłoszewicz (en) ( 63e Wijas (pl)) - Zgutczyński, Turowski (en) |                 | Spectateurs : 10 305 Arbitrage : Egbert Mulder (nl) | Spectateurs : 10 305 Arbitrage : Egbert Mulder (nl) |

| 17 août 1983 | Norvège                     | 1 - 1 | Danemark     | Ullevaal Stadion Oslo, Norvège                          |                                                         |
| | Kollshaugen (en) 24e (pen.) | (1 - 1) | Manniche 43e | Spectateurs : 8 354 Arbitrage : Henk van Ettekoven (nl) | Spectateurs : 8 354 Arbitrage : Henk van Ettekoven (nl) |
| | Rapport                     | |              | Spectateurs : 8 354 Arbitrage : Henk van Ettekoven (nl) | Spectateurs : 8 354 Arbitrage : Henk van Ettekoven (nl) |
| Thorstvedt - Herlovsen (en), Henriksen (en), Kojedal , Brevik (it) - Solér (en), Sundby (en), Tomteberget (en) ( 82e Johansen (it)), Fjælberg (en) ( 41e Kortgaard (it)) - Kollshaugen (en), Hansen (it) | Équipes                     | Rasmussen - Østergaard, Hansen , Rahbek, Clausen - Sivebæk, Larsen (en) ( 76e Chrøis (en)), Helt, Spangsborg - Manniche, Nielsen ( 46e Donnerup (en)) |              | Spectateurs : 8 354 Arbitrage : Henk van Ettekoven (nl) | Spectateurs : 8 354 Arbitrage : Henk van Ettekoven (nl) |

| 24 août 1983 | Finlande | 0 - 0 | Danemark | Rovaniemen Keskuskenttä Rovaniemi, Finlande |                                          |
| |          | (0 - 0) |          | Spectateurs : 2 677 Arbitrage : Bo Helén    | Spectateurs : 2 677 Arbitrage : Bo Helén |
| | Rapport  | |          | Spectateurs : 2 677 Arbitrage : Bo Helén    | Spectateurs : 2 677 Arbitrage : Bo Helén |
| Lindholm - Lyytikkä (fi), Kymäläinen (en), Granskog (fi), Petäjä - Rasimus (en), Remes (nl), Annunen (en) - Lipponen, Hjelm, Uimonen (fi) ( 74e Mars (fi)) | Équipes  | Rasmussen - Østergaard, Christensen , Rahbek - Larsen (en), Sivebæk, Chrøis (en), Helt ( 46e Clausen), Donnerup (en), Bordinggaard (en) ( 73e Lundkvist (da)), Spangsborg |          | Spectateurs : 2 677 Arbitrage : Bo Helén    | Spectateurs : 2 677 Arbitrage : Bo Helén |

| 7 septembre 1983 | Allemagne de l'Est                   | 3 - 1 | Pologne         | Ernst-Thälmann-Stadion (en) Karl-Marx-Stadt, Allemagne de l'Est |                                                |
| | Raab (en) 5e · Pastor 82e · Pilz 86e | (1 - 0) | Zgutczyński 65e | Spectateurs : 16 000 Arbitrage : Alexis Ponnet                  | Spectateurs : 16 000 Arbitrage : Alexis Ponnet |
| | Rapport                              | |                 | Spectateurs : 16 000 Arbitrage : Alexis Ponnet                  | Spectateurs : 16 000 Arbitrage : Alexis Ponnet |
| Müller - Stahmann (en) , Kreer , Trautmann, Zötzsche - Pilz, Raab (en) , Backs (en), Wunderlich (de) ( 86e Rohde (en)) - Minge (en), Busse ( 56e Pastor) | Équipes                              | Wandzik - Walczak (pl), Chojnacki (en), Gawara (en) , Ostrowski - Pękala (pl), Kensy (pl) , Romke (pl) ( 46e Kapica), Miłoszewicz (en) - Zgutczyński, Leśniak ( 81e Sokołowski (en)) |                 | Spectateurs : 16 000 Arbitrage : Alexis Ponnet                  | Spectateurs : 16 000 Arbitrage : Alexis Ponnet |

| 5 octobre 1983 | Allemagne de l'Est | 1 - 0 | Finlande | Ostseestadion Rostock, Allemagne de l'Est         |                                                   |
| | Richter (en) 9e    | (1 - 0) |          | Spectateurs : 5 000 Arbitrage : Josef Pouček (hu) | Spectateurs : 5 000 Arbitrage : Josef Pouček (hu) |
| | Rapport            | |          | Spectateurs : 5 000 Arbitrage : Josef Pouček (hu) | Spectateurs : 5 000 Arbitrage : Josef Pouček (hu) |
| Müller - Stahmann (en) , Kreer, Dennstedt (de), Zötzsche - Pilz, Rohde (en), Backs (en) ( 62e Schlünz (de) ), Wunderlich (de) - Minge (en) ( 54e Pastor), Richter (en) | Équipes            | Palmroos (fi) - Kymäläinen (en), Remes (nl), Europaeus (en), Petäjä ( 43e Uimonen (fi) ) - Rasimus (en) 57e, Rantanen, Ukkonen - M. Lipponen, Annunen (en) ( 70e K. Lipponen (fi)), Hjelm |          | Spectateurs : 5 000 Arbitrage : Josef Pouček (hu) | Spectateurs : 5 000 Arbitrage : Josef Pouček (hu) |

| 5 octobre 1983 | Danemark | 0 - 1 | Pologne  | Idrætspark Aarhus, Danemark              |                                          |
| |          | (0 - 1) | Buda 22e | Spectateurs : 700 Arbitrage : Kenny Hope | Spectateurs : 700 Arbitrage : Kenny Hope |
| | Rapport  | |          | Spectateurs : 700 Arbitrage : Kenny Hope | Spectateurs : 700 Arbitrage : Kenny Hope |
| Rasmussen - M. Christensen , Østergaard, Rahbek, Nielsen - Sivebæk, Helt, Larsen (en) ( 46e Lunde), Chrøis (en) - F. Christensen, Vilfort ( 71e Bordinggaard (en)) | Équipes  | Kazimierski - Chojnacki (en), Walczak (pl), Wijas (pl), Ostrowski - Pękala (pl) ( 75e Bąk), Karaś ( 87e Gawara (en)), Buda - Zgutczyński, Furtok, Leśniak |          | Spectateurs : 700 Arbitrage : Kenny Hope | Spectateurs : 700 Arbitrage : Kenny Hope |

| 26 octobre 1983 | Norvège                                                                  | 4 - 2 | Finlande                            | Melløs Stadion (en) Moss, Norvège                 |                                                   |
| | Solér (en) 3e · Kollshaugen (en) 5e (pen.) 40e (pen.) · Bjarnøy (it) 63e | (3 - 1) | Boström (en) 15e · Annunen (en) 83e | Spectateurs : 2 067 Arbitrage : Walter Eschweiler | Spectateurs : 2 067 Arbitrage : Walter Eschweiler |
| | Rapport                                                                  | |                                     | Spectateurs : 2 067 Arbitrage : Walter Eschweiler | Spectateurs : 2 067 Arbitrage : Walter Eschweiler |
| Thorstvedt - Fjælberg (en), Kojedal , Henriksen (en) - Solér (en), Ahlsen (en) , Tomteberget (en), Sundby (en) - Kollshaugen (en), Bjarnøy (it), Hansen (it) | Équipes                                                                  | Palmroos (fi) - Remes (nl), Kymäläinen (en), Europaeus (en), Petäjä - Uimonen (fi), Rantanen, Annunen (en), Boström (en) ( 67e K. Lipponen (fi)) - M. Lipponen ( 75e Puustinen (en)), Hjelm |                                     | Spectateurs : 2 067 Arbitrage : Walter Eschweiler | Spectateurs : 2 067 Arbitrage : Walter Eschweiler |

| 29 octobre 1983 | Norvège        | 1 - 1 | Allemagne de l'Est | Stavanger Stadion (en) Stavanger, Norvège        |                                                  |
| | Solér (en) 68e | (0 - 0) | Pilz 57e           | Spectateurs : 1 036 Arbitrage : Erik Fredriksson | Spectateurs : 1 036 Arbitrage : Erik Fredriksson |
| | Rapport        | |                    | Spectateurs : 1 036 Arbitrage : Erik Fredriksson | Spectateurs : 1 036 Arbitrage : Erik Fredriksson |
| Thorstvedt - Kojedal , Fjælberg (en), Henriksen (en) - Ahlsen (en), Solér (en), Tomteberget (en), Sundby (en) ( 84e Berg) - Kollshaugen (en), Bjarnøy (it), Hansen (it) ( 84e Dalhaug (it)) | Équipes        | Müller - Hause, Sänger (de), Trautmann, Zötzsche - Pilz, Raab (en), Backs (en), Schulz (de) ( 74e Neuhäuser (de)) - Minge (en), Richter (en) |                    | Spectateurs : 1 036 Arbitrage : Erik Fredriksson | Spectateurs : 1 036 Arbitrage : Erik Fredriksson |

| 9 novembre 1983 | Pologne         | 1 - 0 | Norvège | Stadion Olimpii (pl) Poznań, Pologne            |                                                 |
| | Zgutczyński 70e | (0 - 0) |         | Spectateurs : 7 000 Arbitrage : Horst Brummeier | Spectateurs : 7 000 Arbitrage : Horst Brummeier |
| | Rapport         | |         | Spectateurs : 7 000 Arbitrage : Horst Brummeier | Spectateurs : 7 000 Arbitrage : Horst Brummeier |
| Kazimierski - Król (en), Chojnacki (en), Sokołowski (en), Ostrowski - Pękala (pl), Kensy (pl), Buda , Miłoszewicz (en) ( 61e Kruszczyński (en)) - Zgutczyński, Furtok ( 46e Leśniak) | Équipes         | Thorstvedt - Henriksen (en), Fjælberg (en), Kojedal - Ahlsen (en), Solér (en), Sundby (en), Nysæter ( 62e Berg) - Kollshaugen (en), Bjarnøy (it), Hansen (it) |         | Spectateurs : 7 000 Arbitrage : Horst Brummeier | Spectateurs : 7 000 Arbitrage : Horst Brummeier |

| 12 novembre 1983 | Allemagne de l'Est | 1 - 0 | Norvège | Karl-Liebknecht-Stadion Potsdam, Allemagne de l'Est |                                                     |
| | Raab (en) 31e      | (1 - 0) |         | Spectateurs : 8 500 Arbitrage : Velodi Miminoshvili | Spectateurs : 8 500 Arbitrage : Velodi Miminoshvili |
| | Rapport            | |         | Spectateurs : 8 500 Arbitrage : Velodi Miminoshvili | Spectateurs : 8 500 Arbitrage : Velodi Miminoshvili |
| Müller - Stahmann (en), Kreer, Trautmann, Zötzsche - Pilz, Moldt (de) ( 55e Wunderlich (de)), Raab (en), Backs (en) - Minge (en) ( 74e Pastor), Richter (en) | Équipes            | Nygård (no) - Kojedal , Ahlsen (en), Henriksen (en), Brevik (it) - Bjarnøy (it) ( 36e Berg), Sundby (en), Kollshaugen (en), Solér (en) - Nysæter, Hansen (it) ( 81e Johansen (it)) |         | Spectateurs : 8 500 Arbitrage : Velodi Miminoshvili | Spectateurs : 8 500 Arbitrage : Velodi Miminoshvili |

| 4 avril 1984 | Pologne                                | 2 - 1 | Allemagne de l'Est   | Stadion Miejski w Szczecinie Szczecin, Pologne  |                                                 |
| | Pękala (pl) 38e · Miłoszewicz (en) 80e | (1 - 0) | Kensy (pl) 53e (csc) | Spectateurs : 30 000 Arbitrage : John Carpenter | Spectateurs : 30 000 Arbitrage : John Carpenter |
| Kazimierski - Budka (pl) , Chojnacki (en), Adamiec, Ostrowski - Pękala (pl) ( 66e Turowski (en)), Kensy (pl) ( 59e Wdowczyk), Wijas (pl), Miłoszewicz (en) - Leśniak, Furtok | Équipes                                | Müller - Stahmann (en), Kreer , Trieloff, Zötzsche - Pilz, Raab (en), Backs (en), Döschner (en) - Richter (en) 87e, Minge (en) |                      | Spectateurs : 30 000 Arbitrage : John Carpenter | Spectateurs : 30 000 Arbitrage : John Carpenter |

| 18 avril 1984 | Allemagne de l'Est                                                         | 4 - 0 | Danemark | Ernst-Grube-Stadion Magdebourg, Allemagne de l'Est |                                                   |
| | Zötzsche 20e (pen.) · Backs (en) 32e · Mothes (en) 67e · Stahmann (en) 77e | (2 - 0) |          | Spectateurs : 12 500 Arbitrage : David Richardson  | Spectateurs : 12 500 Arbitrage : David Richardson |
| | Rapport                                                                    | |          | Spectateurs : 12 500 Arbitrage : David Richardson  | Spectateurs : 12 500 Arbitrage : David Richardson |
| Müller - Stahmann (en), Sänger (de), Trieloff, Zötzsche - Pilz, Raab (en), Backs (en) ( 85e Schulz (de)) - Kühn ( 63e Pastor), Mothes (en), Döschner (en) | Équipes                                                                    | Rasmussen - Nielsen , Sivebæk, Rahbek, J. Larsen (en) - P. Larsen (en), S. Hansen ( 62e Christensen (it)), Helt, Chrøis (en) - M. Hansen (pl), Vilfort |          | Spectateurs : 12 500 Arbitrage : David Richardson  | Spectateurs : 12 500 Arbitrage : David Richardson |

| 22 avril 1984 | Pologne | 0 - 0 | Danemark | Stadion Miejski (pl) Lublin, Pologne                 |                                                      |
| |         | (0 - 0) |          | Spectateurs : 12 000 Arbitrage : Mircea Salomir (hu) | Spectateurs : 12 000 Arbitrage : Mircea Salomir (hu) |
| | Rapport | |          | Spectateurs : 12 000 Arbitrage : Mircea Salomir (hu) | Spectateurs : 12 000 Arbitrage : Mircea Salomir (hu) |
| Kazimierski - Chojnacki (en), Budka (pl), Adamiec, Wdowczyk - Kensy (pl) ( 65e Pękala (pl)), Wijas (pl), Buda, Miłoszewicz (en) - Leśniak, Baran ( 46e Turowski (en)) | Équipes | T. Rasmussen - Nielsen , Sivebæk ( 60e Chrøis (en)), Rahbek, J. Larsen (en) - O. Rasmussen (en), P. Larsen (en), Helt - M. Hansen (pl), Christensen (it) ( 70e Løndahl), Vilfort |          | Spectateurs : 12 000 Arbitrage : Mircea Salomir (hu) | Spectateurs : 12 000 Arbitrage : Mircea Salomir (hu) |